# Frédéric-Chopin-Denkmal in Żelazowa Wola

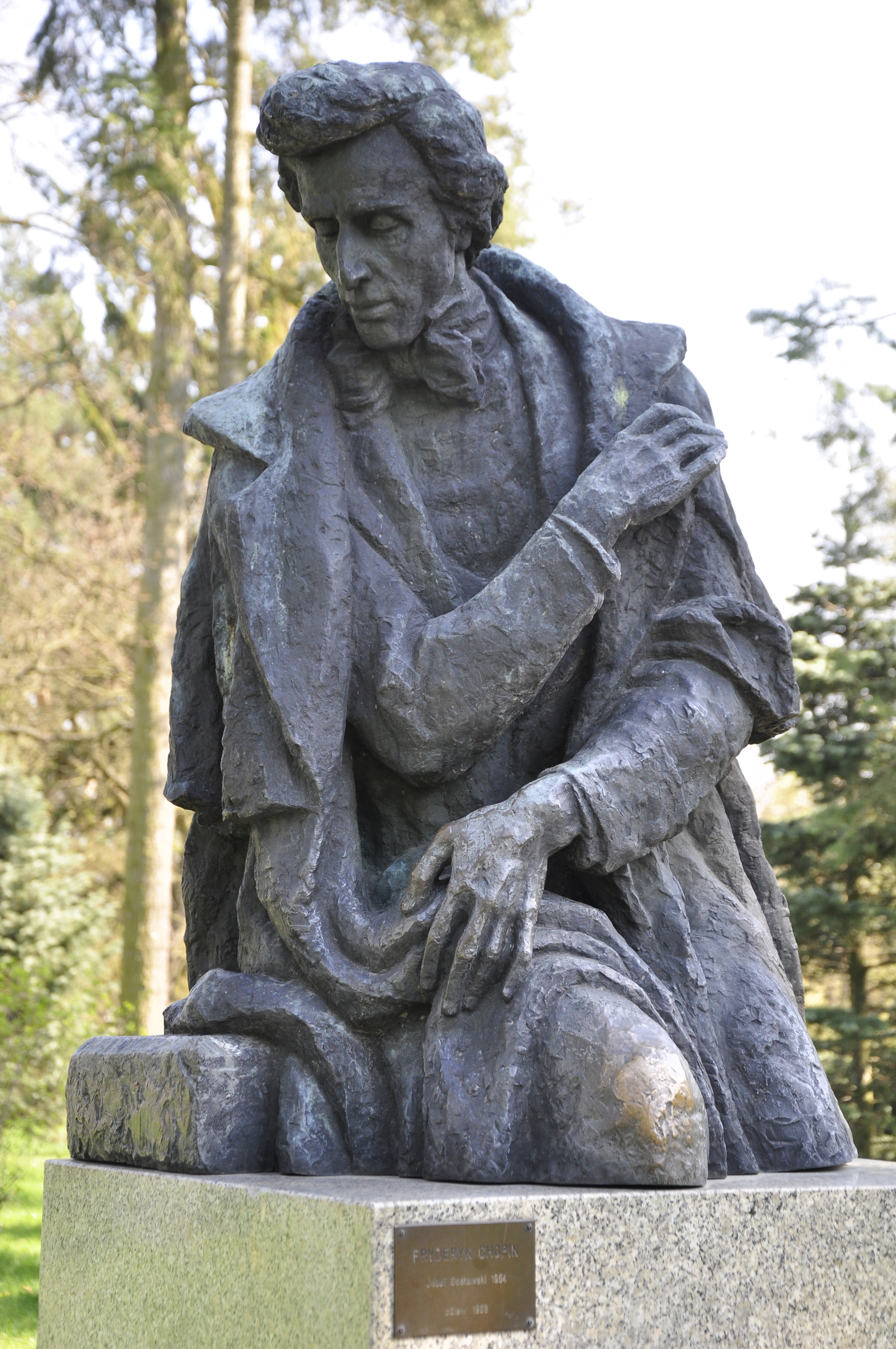
Frédéric-Chopin-Denkmal in Żelazowa Wola

Das Frédéric-Chopin-Denkmal in Żelazowa Wola (polnisch: Pomnik Fryderyka Chopina w Żelazowej Woli) befindet sich in einem Park, der an das Geburtshaus des Komponisten Frédéric Chopin grenzt. 
Das Denkmal wurde 1955 von dem polnischen Bildhauer und Medailleur Józef Gosławski geschaffen, jedoch erst 14 Jahre später am 13. Juli 1969 vom damaligen Vizeminister sowie Kunst- und Kulturminister Tadeusz Zaorski enthüllt. Den Sockel erschuf Wanda Gosławska. Mit der Ausarbeitung des Gussstückes wurde die Firma Brąz Dekoracyjny beauftragt. Das für das Denkmal stehende Modell begleitete mehrfach Auftritte während des Internationalen Chopin-Wettbewerbes in Warschau.

## Inspiration
Im Jahr 2009 widmete die polnische Münzprägeanstalt Mennica Polska in ihrer Serie „berühmte Medailleure“ (Słynni medalierzy) Józef Gosławski eine Medaille. Hanna Jelonek entwarf die Gedenkprägung, auf dessen Rückseite das Frédéric-Chopin-Denkmal abgebildet ist. Das Monument inspirierte auch den Maler Piotr Pawiński zu einer Reihe von Bildern.